# Tetraclipeoides quadridentulus
Tetraclipeoides quadridentulus är en skalbaggsart som beskrevs av Leon Fairmaire 1894. Tetraclipeoides quadridentulus ingår i släktet Tetraclipeoides och familjen Aphodiidae. Inga underarter finns listade i Catalogue of Life.